# 손진책
손진책(孫桭策, 1947년 11월 18일~)은 대한민국의 남자 연출가이다. 그의 아내 김성녀는 배우이자 대학교수이고, 그의 딸 손지원도 연극배우이자 뮤지컬배우이다.

## 연극
- 2024년 마당놀이 모듬전
- 2024년 햄릿
- 2023년 세종의 노래 : 월인천강지곡
- 2023년 오페라 투란도트
- 2023년 토카타
- 2022년 햄릿
- 2019년 춘풍이 온다
- 2019년 벽속의 요정 - 대구
- 2019년 심청가
- 2019년 벽속의 요정 - 의정부
- 2018년 춘풍이 온다
- 2018년 손진책 - 돼지우리
- 2018년 벽속의 요정 - 안성
- 2018년 심청가
- 2018년 3월의 눈
- 2017년 심청이 온다
- 2016년 놀보가 온다
- 2016년 벽속의 요정 - 용인
- 2016년 햄릿
- 2016년 벽속의 요정 - 영주
- 2016년 벽속의 요정 - 금천
- 2015년 벽속의 요정 - 연천
- 2015년 3월의 눈
- 2013년 돌아온 박첨지
- 2013년 아시아 온천
- 2013년 벽속의 요정 - 여수
- 2013년 3월의 눈
- 2012년 벽속의 요정
- 2012년 레슬링 시즌
- 2012년 단막극연작
- 2012년 3월의 눈
- 2011년 벽속의 요정
- 2011년 오이디푸스
- 2011년 주인님이 오셨다
- 2011년 보이체크
- 2011년 벽속의 요정
- 2011년 키친
- 2011년 3월의 눈
- 2011년 황혼의 시
- 2011년 새판에서 다시 놀다
- 2011년 3월의 눈
- 2011년 마당놀이전 - 수원
- 2011년 오이디푸스
- 2010년 뮤지컬 모노드라마 벽속의 요정
- 2010년 벽속의 요정
- 2010년 이춘풍만복이 2010효잔치 마당놀이 - 창원 - 추월 역
- 2010년 이춘풍만복이 2010효잔치 마당놀이 - 여수 - 추월 역
- 2008년 마당놀이 심청
- 2008년 은세계
- 2008년 벽속의 요정
- 2008년 남사당의 하늘
- 2008년 벽속의 요정
- 2007년 열하일기만보
- 2007년 벽속의 요정
- 2006년 벽속의 요정
- 2006년 주공행장
- 2005년 벽속의 요정
- 1990년 백두산 신곡

## 학력
- 서라벌예술대학 연극영화학과 (졸업)
- 대광고등학교(졸업)

## 가족관계
- 장모: 박옥진 (1935년 ~ 2004년 9월 30일~)
- 아내: 김성녀 (1950년 9월 16일~)
  - 딸: 손지원 (1977년 8월 29일~)
- 처남: 김성일 (1962년~)

## 경력
- 2023년 12월 대한민국예술원 부회장
- 2011년 8월 서울 핵안보정상회의 문화분야 자문위원
- 2010년 11월 ~ 2014년 1월 국립극단 예술감독
- 2004년 예술의전당 이사
- 2002년 한일월드컵 개막식 연출
- 1996년 국제극예술협회 한국본부 부회장
- 1997년 세계공연예술축제 서울축제 예술감독
- 1995년 1월 한국연극협회 이사
- 1988년 서울올림픽 전야제 연출
- 1986년 극단 미추 대표

## 수상
- 1988년 백상예술대상 대상
- 1988년 백상예술대상 작품상
- 1988년 백상예술대상 연출상
- 1998년 대통령 표창
- 1996년 한국문인협회 가장 문학적인상
- 1995년 국립극장제정 95 좋은 연출가상
- 1990년 백상예술대상 대상, 작품상
- 2011년 제22회 고운문화상 고운문예인상
- 2005년 제1회 허규예술상
- 2003년 제13회 이해랑 연극상
- 2008년 제44회 동아연극상 연출상
- 2024년 제14회 아름다운예술인상 연극예술인상 수상

1. ↑  高美錫 (1993년 4월 10일). “문화인夫婦 연출가 孫桭策·배우 金星女 남편이 바로 舞臺동지 "날카로운 조언 큰힘돼요"”. 《동아일보》. 2022년 5월 7일에 확인함.